# 3 mand klædt af til skindet
3 mand klædt af til skindet er en musical med Linie 3 fra 1986. Musicalen blev opsat på Falkonerscenen, og her så man for første Jan Glæsel som kapelmester sammen med Linie 3. 3 mand klædt af til skindet var en oversættelse af et amerikansk musical stand-up show ved navn '3 guys naked from the waist down' skrevet af Michael Rupert og Jerry Colker. Showet adskiller sig derfor fra Linie 3s øvrige materiale hvor de selv er forfattere. Musicalen blev markedsført som et Linie 3 projekt, og er da også med på den seneste DVD opsamling fra 2011. Dog fandtes der kun privatoptagelser af ringe kvalitet af musicalen, så hver scene indledes med en introduktion af Linie 3.
Musicalens soundtrack blev udgivet på LP og Kassettebånd og senere DVD, men aldrig på CD